# Albin Herljević
Albin Herljević (Tuzla, 1916. – Vukosavci, 20. veljače 1942.), narodni heroj Jugoslavije

## Životopis
Rođen u Tuzli od oca Franje. Radnik. Od 1939. član KPJ. 20. veljače 1942. poginuo u Vukosavcima. Proglašen je narodnim herojem 27. studenoga 1953. godine.